# Evangelische Kirche Düssel

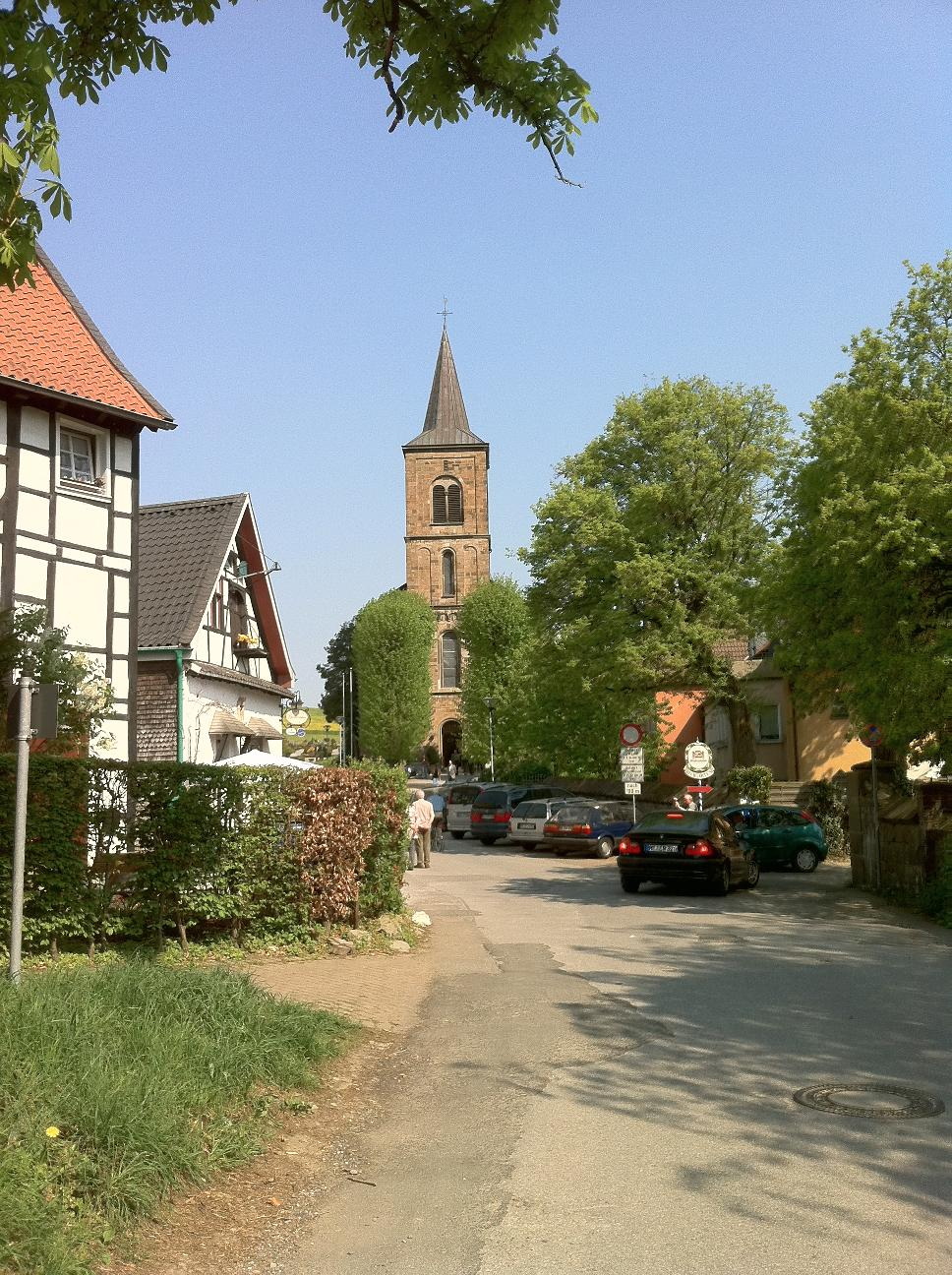
Blick vom Ortskern auf die Evangelische Kirche Düssel

Die Evangelische Kirche Düssel ist eine evangelische Kirche im zu Wülfrath gehörenden Ortsteil Düssel. Das Kirchengebäude wurde 1874 bis 1876 erbaut. Bei dem Gebäude handelt es sich um einen Saalbau mit romanisierenden Schmuckformen.

## Geschichte
Die Grundsteinlegung erfolgte am 11. August 1873, der Bau verzögerte sich aufgrund finanzieller Schwierigkeiten jedoch um drei Jahre. Die Einweihung erfolgte schließlich am 28. Juli 1876. Die Baukosten betrugen 30.000 Taler statt der ursprünglich veranschlagten 13.000 Taler.
Am 8. März 1945 wurden der Turm und das Kirchenschiff durch Bomben schwer beschädigt, anschließend aber wieder aufgebaut. Im Eingangsbereich finden sich zwei Gedenktafeln, die an die in den beiden Weltkriegen gefallenen Gemeindemitglieder erinnern.
Träger und Nutzer der Kirche ist die Evangelische Kirchengemeinde Düssel, die als einzige Wülfrather Gemeinde eigenständig ist, deren Einzugsgebiet sich aber auch auf Teile Wuppertals erstreckt. Sie ist mit der zuvor als eigene Gemeinde geführten Bergischen Diakonie Aprath vereint.

## Ausstattung
Die derzeitige Orgel wurde 1961 von Willi Peter gebaut. Das Instrument umfasst 18 Register, die sich auf zwei Manuale und Pedal verteilen. Die Orgel hat 1348 Pfeifen.
| I Hauptwerk C–g3 |        |
| Pommer           | 16′    |
| Principal        | 08′    |
| Rohrflöte        | 08′    |
| Octave           | 04′    |
| Spillpfeife      | 02′    |
| Sesquialter II   | 02 ⁄3′ |
| Mixtur V         | 01 ⁄3′ |

| II Schwellwerk C–g3 |        |
| Gedackt             | 08′    |
| Blockflöte          | 04′    |
| Principal           | 02′    |
| Quinte              | 01 ⁄3′ |
| Scharf II-III       | 01′    |
| Vox humana          | 08′    |
| Tremulant           |        |

| Pedal C–f1 |     |
| Subbass    | 16′ |
| Oktavbass  | 08′ |
| Bassflöte  | 08′ |
| Choralbass | 04′ |
| Posaune    | 8′  |

- Koppeln: II/I, I/P, II/P

Das Kirchenschiff ist mit Holzbänken ausgestattet, die von zwei Seitengängen erreicht werden können. Der Chor findet auf der Empore Platz. Die letzte Sanierung fand im Jahr 2004 statt. Die Wände sind komplett schmucklos, auf der Stirnseite sind lediglich zwei Bibelzitate aufgemalt. Letzte Neuerungen waren ein Ambo (2008) und ein Taufbecken (2009), die aus Spenden finanziert wurden. Beide sind aus Bronze gefertigt und ruhen auf einem Fundament aus (für Wülfrath bedeutsamen) Kalkstein.
Den Aufstieg zur Kirche bildet ein von Linden gesäumter Schotterweg, der im Jahre 2012 aus Spenden neu gestaltet wurde, nachdem die vorherigen Bäume im Herbst 2011 aus Sicherheitsgründen gefällt werden mussten.

### Glocken
Die drei Glocken wurden 1920 vom Bochumer Verein aus Gussstahl gegossen. Um 7 (werktags), 12 und 19 Uhr erfolgt das Gebetsläuten.
| Nr. | Name (Funktion)                 | Durchmesser (mm) | Masse (kg, ca.) | Schlagton | Inschrift |
| 1   | –                               | 1.490            | 1.350           | d1        | NACH DES KRIEGES TIEFEM WEH / KLING ICH FRIEDLICH IN DER HÖH / RUFE JEDEM FRIEDEN ZU, / DER DA SUCHT DIE EW'GE RUH |
| 2   | –                               | 1.330            | 1.010           | f1        | O LAND, LAND, LAND, / HÖRE DES HERRN WORT!                                                                         |
| 3   | Gebetsglocke (Vaterunserglocke) | 1.170            | 700             | g1        | BETET OHNE UNTERLASS                                                                                               |

## Bilder

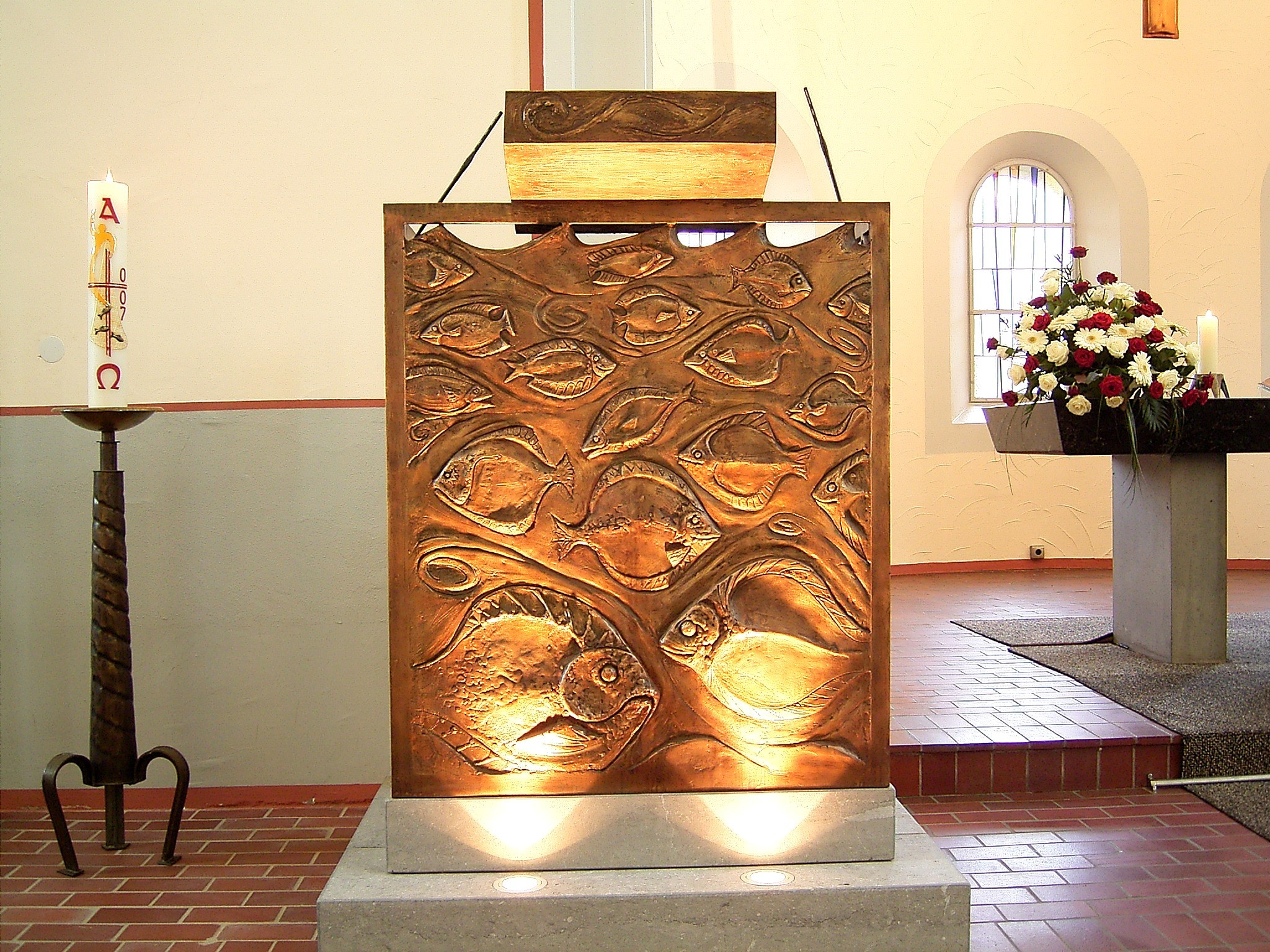
Ambo und Altar
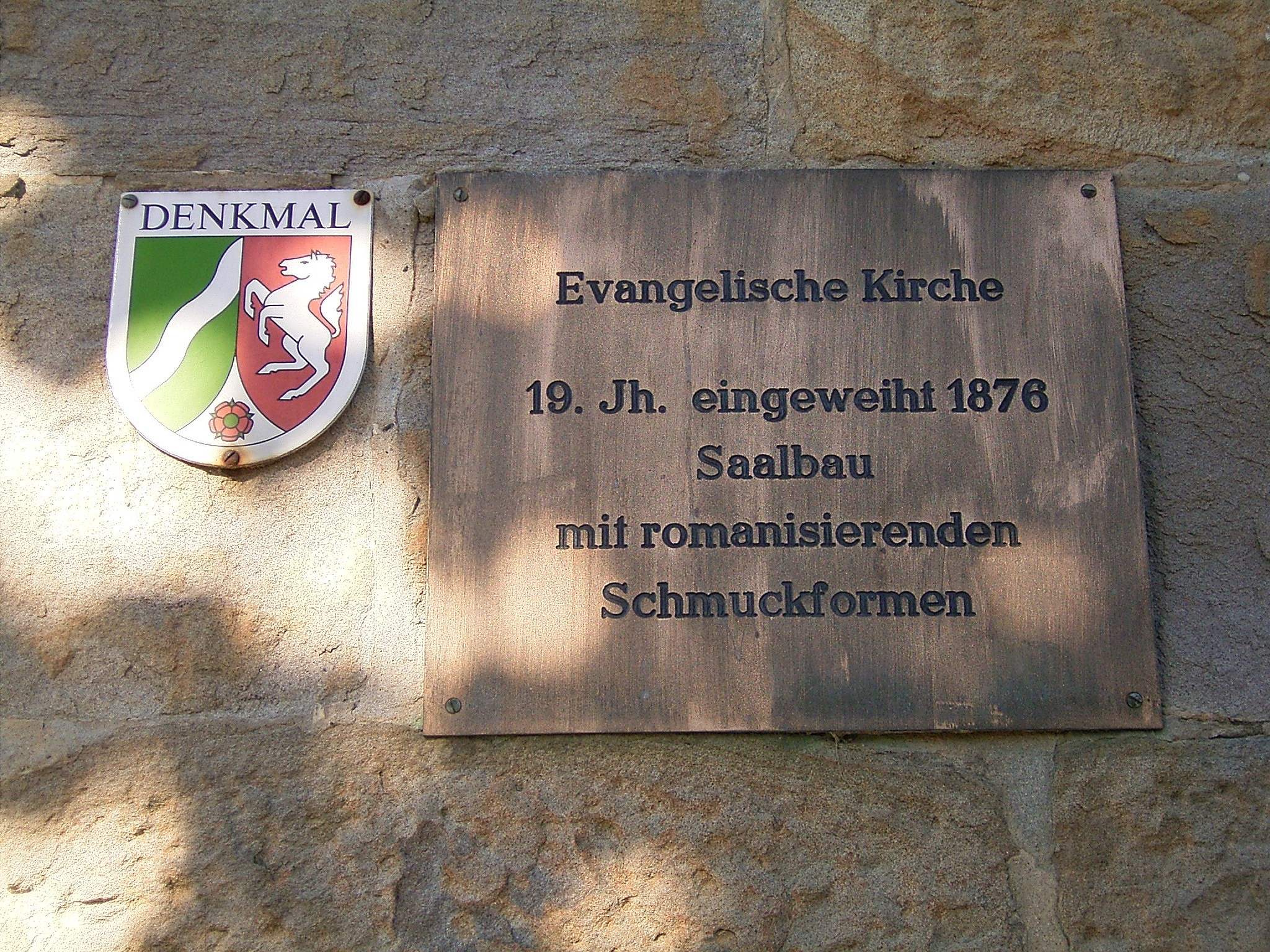
Inschrift am Turm
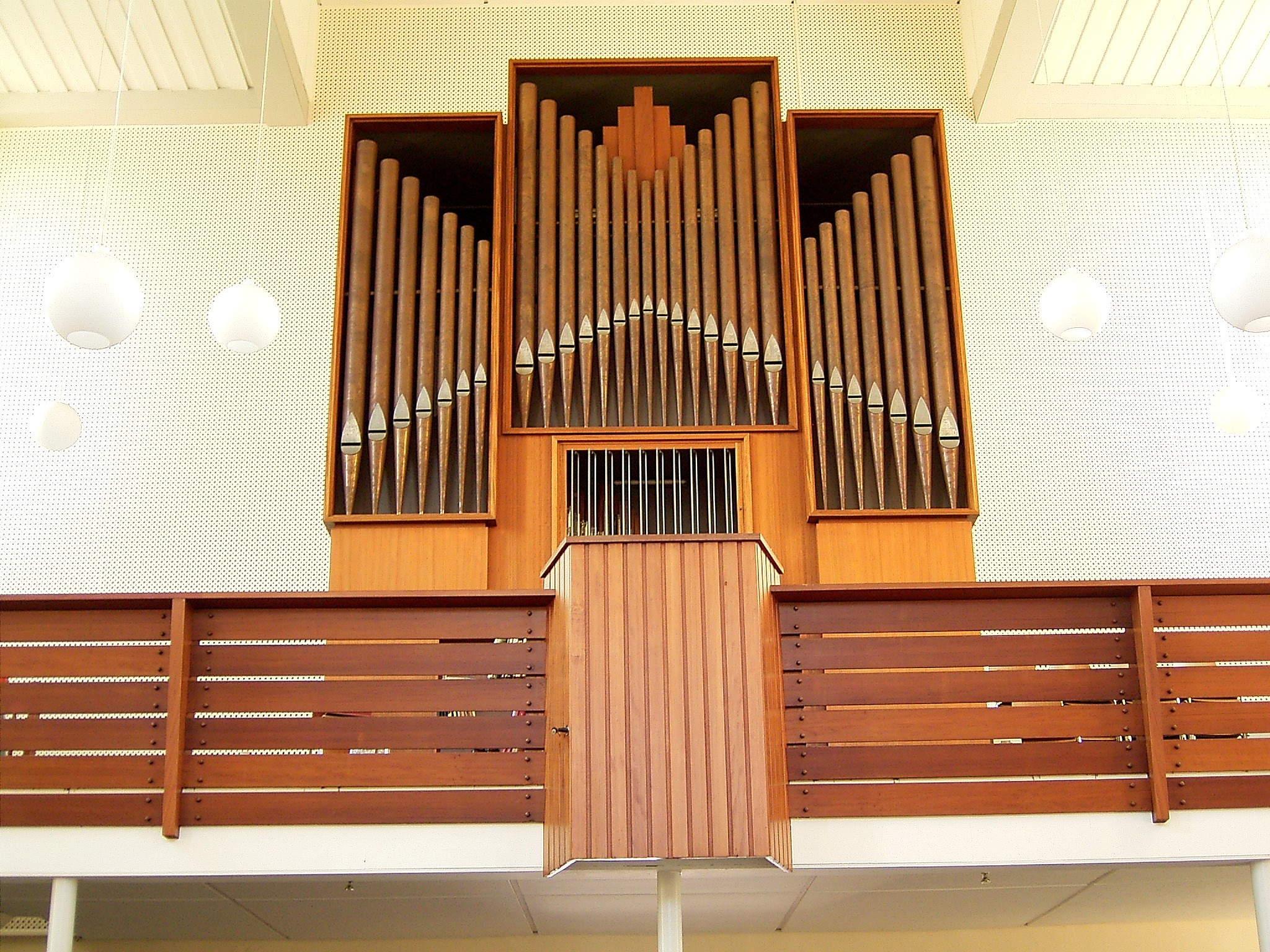
Empore mit Orgel
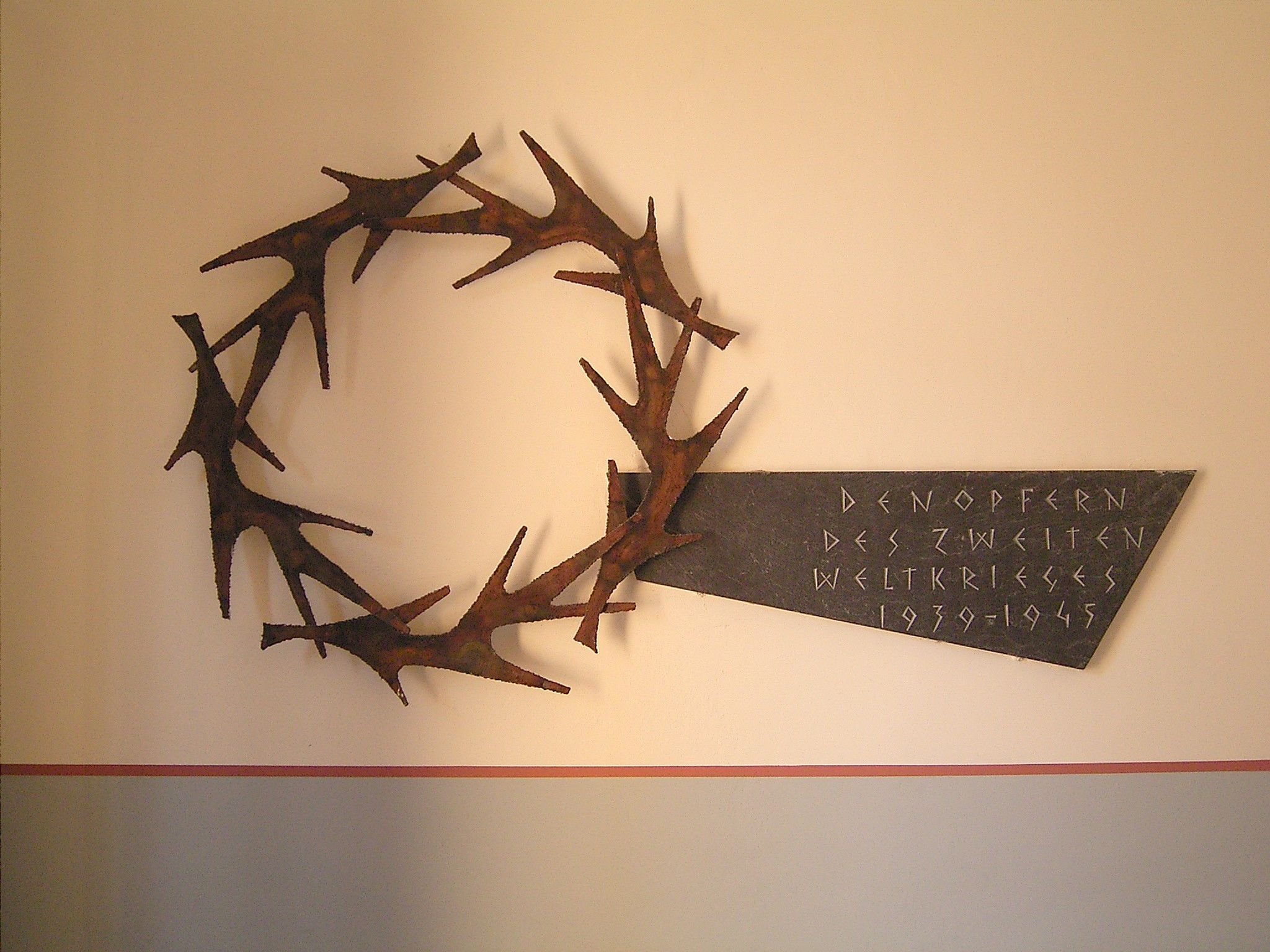
Gedenktafel
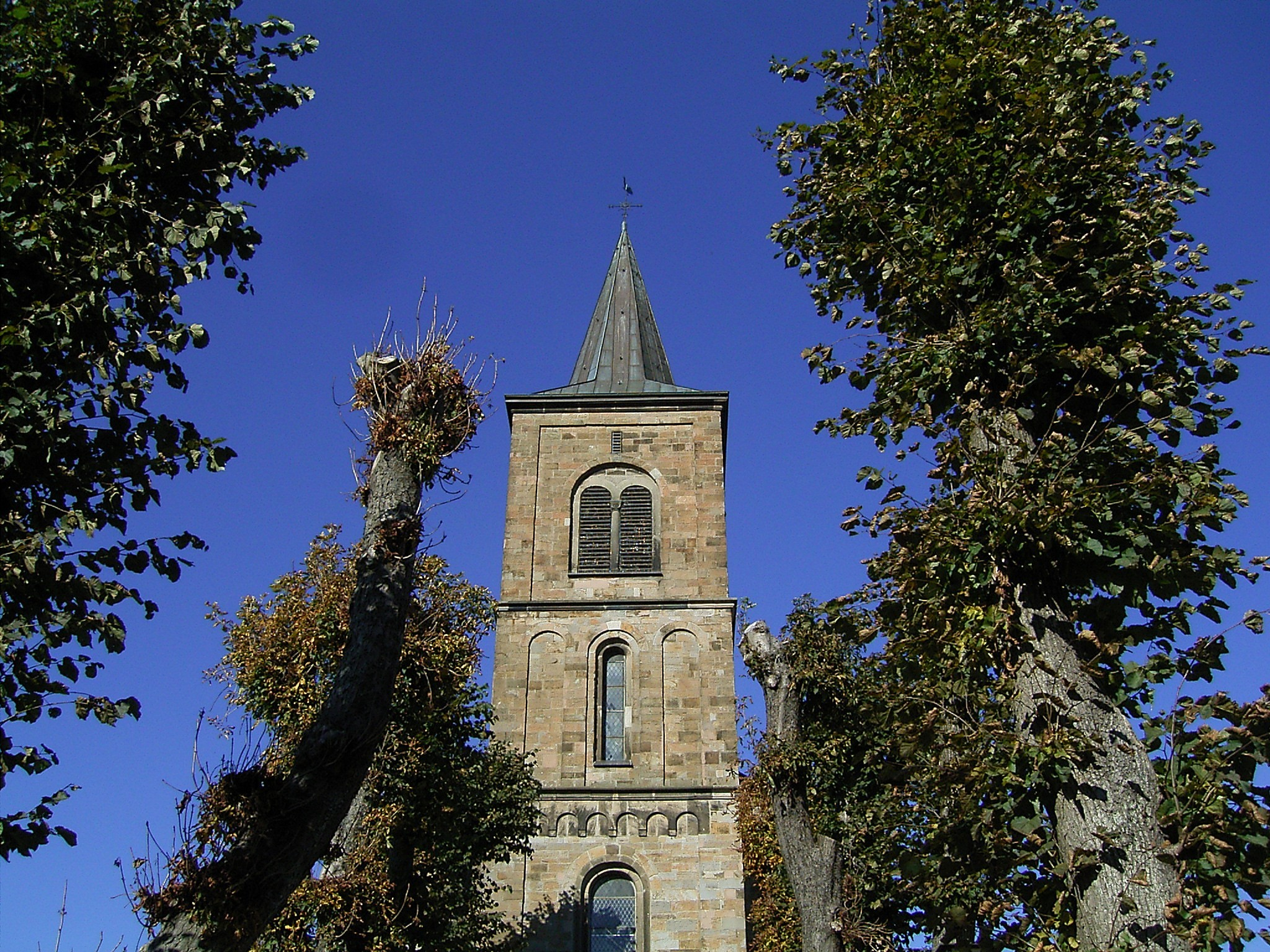
Kirchturm